# Бергамаска
Бергама̀ска (на италиански: bergamasca) е танц, произхождащ от италианския град Бергамо, откъдето носи и името си.
Най-широко разпространение получава през ХVІІІ век. Бил е популярен обаче и доста преди това не само в Италия, а и в Англия, за което говори споменаването му в Шекспировата комедия „Сън в лятна нощ“. По-късно се развива и като и като композиция, изградена върху остинатен бас. Среща се и в творчеството на Бах, а Клод Дебюси пише през ХІХ век очарователната „Бергамска сюита“.